# Glycogenphosphorylase
Die Glycogenphosphorylase (PYG) (genauer: 1,4-α-D-Glucan-Phosphat-α-D-Glucosyltransferase) ist ein cytosolisches Enzym des Glykogenstoffwechsels, welches die phosphorolytische Spaltung des Glycogens in Glucose-1-phosphat katalysiert. Es kommt in den Unterformen PYGB (Gehirn, Herz), PYGM (Muskel) und PYGL (Leber) vor.

## Hintergrund
Der Zucker Glucose ist ein zentrales Molekül im Energiestoffwechsel und biosynthetischer Vorläufer einer großen Zahl biologisch wichtiger Verbindungen, darunter nicht essentielle Aminosäuren, Fettsäuren u. a. Glykogen ist ein Polymer aus Glucose-Einheiten und dient dem tierischen Organismus als Speicherform der Glucose ähnlich der Stärke in Pflanzen. Zur Mobilisierung der Glucose aus dem Speichermolekül Glycogen wird die katalytische Aktivität der Glycogenphosphorylase benötigt.

## Struktur und Eigenschaften
Die Glycogenphosphorylase ist ein Homodimer mit einer Monomermasse von 97 kDa (Mensch). Es gibt drei Isoformen, die Gehirn- (BB), Muskel- (MM) und Leber- (LL) Glycogenphosphorylase. Alle Isoenzyme benötigen für ihre Aktivität Pyridoxalphosphat. Die KM-Werte für Glycogen liegen im oberen μM- bis unteren mM-Bereich. Die Glycogenphosphorylase wird durch Glucose inhibiert sowie durch AMP aktiviert, wobei die Ausprägung der Effektorwirkung von der Isoform abhängig ist. Die spezifische Aktivität liegt im Bereich von einigen zehn U/mg Protein.

## Genetische Erkrankungen
Gendefekte der Muskelisoform der Glycogenphosphorylase führen zur McArdle-Krankheit. Mutationen in der Leber-Isoform können zu Morbus Hers führen. Für die Gehirn-Isoform ist keine entsprechende Erkrankung bekannt.

## Glycogenphosphorylase BB
Die Glykogenphophorylase BB (GPBB), ist eine der Isoformen der Glykogenphosphorylase und wird in der medizinischen Diagnostik verwendet.
Die Glykogenphosphorylase BB kommt im Gehirn und in hoher Konzentration in der Herzmuskulatur vor. Bei Ischämie entsteht durch Aktivierung der GPBB ein verstärkter Glykogenabbau. Das freigesetzte GPBB gelangt innerhalb kurzer Zeit in den Blutkreislauf. Dadurch kommt GPBB als Biomarker (speziell als früher „Herzinfarktmarker“) bei der Labordiagnostik des Herzinfarkts in Frage.